# Wapuskanectes betsynichollsae
Il wapuskanecte (Wapuskanectes betsynichollsae) è un rettile acquatico appartenente ai plesiosauri. Visse nel Cretaceo inferiore (Albiano, circa 112 milioni di anni fa) e i suoi resti fossili sono stati ritrovati in Nordamerica (Canada).

## Descrizione
Questo animale è conosciuto per uno scheletro incompleto privo di cranio. Una ricostruzione dettagliata è impossibile, ma dal raffronto con animali simili Wapuskanectes doveva possedere un corpo tozzo e relativamente piatto, con quattro arti trasformati in strutture simili a pinne, un lungo collo e una testa dotata di denti acuminati che si intersecavano fra loro. Rispetto ad altri plesiosauri simili, Wapuskanectes era dotato di un caratteristico omero con una distintiva estensione posteriore.

## Classificazione
Descritto per la prima volta nel 2006, Wapuskanectes è stato ritrovato nel Wabiskaw Member della formazione Clearwater (Albiano superiore) nella zona di Ft. McMurray, in Alberta. Numerose caratteristiche del cinto pettorale e di altre parti dello scheletro indicano che questo plesiosauro era un membro basale (primitivo) della famiglia degli elasmosauridi, un particolare gruppo di plesiosauri dotati di colli eccezionalmente allungati. In particolare, Wapuskanectes rappresenta il più antico elasmosauro nordamericano, ed è assai simile a Callawayasaurus, vissuto in Sudamerica circa 10 milioni di anni prima.

## Significato del nome
Il nome Wapuskanectes deriva da una parola di lingua Cree, Wapuska ("pozza d'acqua con creste spumeggianti"), e dalla parola greca nectes ("nuotatore"). Wapuska è anche all'origine del nome del Wabiskaw Member, dove sono stati ritrovati i fossili. L'epiteto specifico, betsynichollsae, è in onore di Elisabeth "Betsy" Nicholls, per le sue ricerche riguardanti i vertebrati marini del Mesozoico.